# Gay Youth
Gay Youth (GY), posteriormente conocido como Bisexual, Lesbian and Gay Youth of New York (BiGLTYNY), fue una organización fundada en 1970 por el veterano de Stonewall, Mark Segal, para abogar por los derechos de la juventud LGBTQ. Originado como una célula del Frente de Liberación Gay (GLF), el objetivo principal de GY era atender las necesidades de la juventud que no eran suficientemente abordadas por otras organizaciones de defensa LGBTQ. Sus metas adicionales incluían combatir el edadismo dentro del movimiento de liberación gay y fomentar conexiones entre jóvenes activistas. Su sede y liderazgo cambiaron numerosas veces a lo largo de su existencia. Se fundaron secciones de GY en Estados Unidos y algunas partes de Canadá.
GY ofrecía diversos servicios para jóvenes LGBTQ+. Además de publicar un boletín informativo, también contaba con una línea directa para jóvenes, impartía charlas en escuelas y organizaba bailes y noches de cine con regularidad. La organización participó en varias manifestaciones notables, como la primera manifestación del día de la Liberación de la Calle Christopher en el aniversario de los disturbios de Stonewall y la ocupación de Weinstein Hall, ambos en 1970.
En 1983, la organización se integró al Centro Comunitario LGBT de Nueva York (conocido como The Center), donde continuó ofreciendo servicios a jóvenes de las diversidades sexuales. En el momento de su integración, era considerada «la organización juvenil gay y lesbiana más grande y antigua del mundo». En el año 2000, se separó de The Center y se unió a la Coalición de Servicios para Jóvenes y Familias del Empire State, disolviéndose a principios y mediados de la década de 2000.

## Antecedentes
Entre 1890 y 1940 surgió una cultura gay distintiva en Nueva York. Los hombres gays organizaron concursos de belleza masculinos en Coney Island y bailes de invertidos en Harlem. También fundaron bares gays en Greenwich Village, que con frecuencia eran blanco de redadas policiales. Entre estos se encontraba el Stonewall Inn, fundado en Christopher Street en los años 30 y conocido como bar gay desde 1967. En esa época, Greenwich Village era hogar de una comunidad diversa de artistas, bohemios, inmigrantes y personas LGBT.
El 28 de junio de 1969, la policía allanó Stonewall e intentó arrestar a varios clientes, incluyendo travestis y trabajadores sexuales. En respuesta, varios clientes del bar comenzaron a lanzar a la policía diversos objetos, incluyendo ladrillos, lo que marcó el inicio de los disturbios de Stonewall. Entre los presentes se encontraba Mark Segal, un joven de dieciocho años originario de Filadelfia y miembro del comité del Mattachine Society. Esa noche, Segal y varios colegas escribieron mensajes con tiza en las aceras para animar a la gente a volver al Stonewall la noche siguiente. Tras los disturbios, los miembros mayores del comité expresaron escepticismo sobre la capacidad de Segal para contribuir al grupo debido a su edad. Al considerarlo demasiado conservador, Segal y sus compañeros abandonaron el comité para unirse al Frente de Liberación Gay (GLF).

## Historia

### Desarrollo organizacional
Gay Youth se fundó en febrero de 1970 como una célula del GLF. En el momento de su creación, contaba con 11 o 12 miembros, entre ellos Zazu Nova. Si bien había miembros negros y mujeres, la mayoría eran hombres y niños blancos. También existía un límite de edad: los miembros debían ser menores de 21 años. Segal fue su primer presidente. GY fue creada para apoyar a jóvenes activistas cuyos intereses no eran completamente atendidos por otras organizaciones como el GLF, la Gay Activists Alliance (GAA) o Radicalesbians. Sus objetivos principales eran oponerse al edadismo dentro del movimiento de liberación gay, conectar a activistas jóvenes aislados entre sí y «catalizar» un movimiento nacional más amplio. Entre 1970 y 1971, tuvo su sede no oficial en el apartamento de Segal en el East Village, desde donde operaban su línea directa de ayuda y la oficina de su boletín: GY: Gay Youth’s Gay Journal. El boletín, que se publicó de 1970 a 1971, incluía comentarios, poesía, cuentos y cómics.
Poco después de su fundación, sus miembros se separaron del GLF, creyendo que estaban en mejor posición para conectar con jóvenes de su edad. GY realizaba reuniones en lugares como Alternate U, un centro educativo izquierdista en Greenwich Village; la Iglesia de los Santos Apóstoles, habitual sede de organizaciones LGBTQ; el Centro Comunitario Gay en la Calle 3; la sede de la GAA en Wooster Street; y el apartamento de Segal, donde también se hacían noches de cine. En sus primeros años, las decisiones se tomaban por consenso. Su plataforma ideológica comenzó a desarrollarse en 1970. Ese año, en una edición del boletín GY, el miembro Ian Edelstein argumentó que la opresión a la comunidad gay proviene de la homofobia interiorizada en la sociedad y que esta homofobia posteriormente deberá ser confrontada.

### Primeras acciones
El 28 de junio de 1970, GY marchó en el primer desfile del día de la Liberación de la Calle Christopher en el aniversario de los disturbios de Stonewall. También participó en manifestaciones contra la guerra de Vietnam. Apoyó públicamente el FTA Show de Jane Fonda y Donald Sutherland, organizado en beneficio de soldados estadounidenses pacifistas. Sin embargo, retiró su apoyo después de que Fonda reaccionara negativamente a un beso entre dos lesbianas en un evento benéfico celebrado en Nueva York. El grupo también participó en una protesta en 1970 contra el acoso policial a las personas LGBTQ+ que contó con el apoyo de la GAA, el GLF y Radicalesbians.
En septiembre de 1970, participó en la ocupación del Weinstein Hall para protestar contra la decisión de la Universidad de Nueva York de cancelar varios bailes tras enterarse de que serían eventos «homosexuales». La ocupación fue disuelta por una unidad táctica de policía.

### Expansión
Bajo el liderazgo de Segal, se establecieron sedes en Baltimore; Chicago; Columbus; Denver; Los Ángeles; Louisville; Syracuse; Toronto; Valley Stream; Washington D. C. y Worcester. Las sedes ofrecían grupos de apoyo entre pares donde los jóvenes LGBTQ podían compartir sus experiencias. También daban charlas en escuelas secundarias, organizaba bailes, fiestas y picnics, y trabajaban con el Centro Comunitario LGBTQ de Los Ángeles para abogar por jóvenes LGBTQ encarcelados.
Después de 1971, GY experimentó varios cambios significativos. Segal regresó a Filadelfia en 1971, lo que impulsó a Mark Horn a convertirse en su presidente. Tras la pérdida del apartamento de Segal, la sede de GY se trasladó a las oficinas de la GAA. En 1973, Marc Wald asumió la presidencia. Para 1974, el modelo de toma de decisiones por consenso fue reemplazado por votaciones. Ese mismo año, la mayoría de los miembros de GY votaron por trasladar la sede a la Iglesia del Discípulo Amado,, una iglesia católica amigable con la comunidad LGBTQ ubicada en la calle 14.
Michael Wolcott también asumió la presidencia en 1974. Durante este periodo, GY abordó en sus reuniones temas como la diferencia de edad en las relaciones sexuales y el aislamiento juvenil. A mediados de la década de 1970, su sede se trasladó a las oficinas de la Mattachine Society, ubicadas en la calle Christopher. El 29 de abril de 1980, el presidente de GY, Mark Moffett, pronunció un discurso en el que criticó la homofobia dentro del movimiento por los derechos homosexuales, así como sus estrechos vínculos con el Partido Demócrata.

### Integración en The Center
Para 1983, GY había cambiado su nombre a Bisexual, Lesbian and Gay Youth of New York (BiGLTYNY). Ese mismo año, se integró al Centro Comunitario de Lesbianas, Gays, Bisexuales y Transgénero (también conocido como The Center), ubicado en la calle 13. Mientras estuvo allí, ofreció grupos de apoyo entre pares y consejería. También brindaba derivaciones a otras organizaciones y organizaba actividades sociales para jóvenes LGBTQ. Permaneció en The Center hasta aproximadamente el año 2000, cuando se retiró y se unió a la Coalición de Servicios para Jóvenes y Familias del Empire State. A partir de 2008, la organización dejó de operar.

## Legado
Al momento de su integración en The Center, GY fue reconocida como «la organización de jóvenes gays y lesbianas más grande y antigua del mundo». La historia de GY es analizada en profundidad en el libro The Gay Liberation Youth Movement in New York, del académico Stephan L. Cohen. Cohen sostiene que GY encarnó las tres principales conquistas del movimiento de liberación gay definidas por el historiador John D'Emilio: liberación, afirmación y organización. Además, argumenta que GY ofrecía beneficios concretos para los jóvenes homosexuales, al brindarles un espacio social, fomentar recursos comunitarios y redes de apoyo, y contrarrestar las presiones impuestas por la sociedad heterosexual.